# Okręg wyborczy Lewisham Deptford
Okręg wyborczy Lewisham Deptford powstał w 1974 i wysyła do brytyjskiej Izby Gmin jednego deputowanego. Okręg położony jest w południowym Londynie, obejmując części dwóch dzielnic: Lewisham i Bromley.

## Deputowani do Izby Gmin z okręgu Lewisham Deptford
| Wybory      | Deputowany     | Partia       |
| ----------- | -------------- | ------------ |
| 1974 (luty) | John Silkin    | Partia Pracy |
| 1987        | Joan Ruddock   | Partia Pracy |
| 2015        | Vicky Foxcroft | Partia Pracy |